# Talenkauen santacrucensis
Talenkauen santacrucensis es la única especie conocida del género extinto  Talenkauen   (chon. “cabeza pequeña”) de dinosaurio ornitópodo elasmariano que vivió a finales del período Cretácico, hace aproximadamente entre 83 a 66 millones de años, desde el Campaniense al Maastrichtiense, en lo que es hoy Sudamérica. Fue encontrado en el 2000 en la Formación Cerro Fortaleza, junto al Lago Viedma, en la Provincia de Santa Cruz en la Patagonia Argentina. El holotipo, MPM-10001, es un esqueleto parcial articulado al que le falta la parte posterior del cráneo, cola, y manos. Lo más inusual, es la presencia de pequeñas placas óseas a los lados de las costillas. Talenkauen, es un iguanodóntido basal que pudo ser un pequeño herbívoro bípedo. En la misma formación se ha encontrado el enorme Puertasaurus y el gran depredador megarraptoriano Orkoraptor .

## Descripción

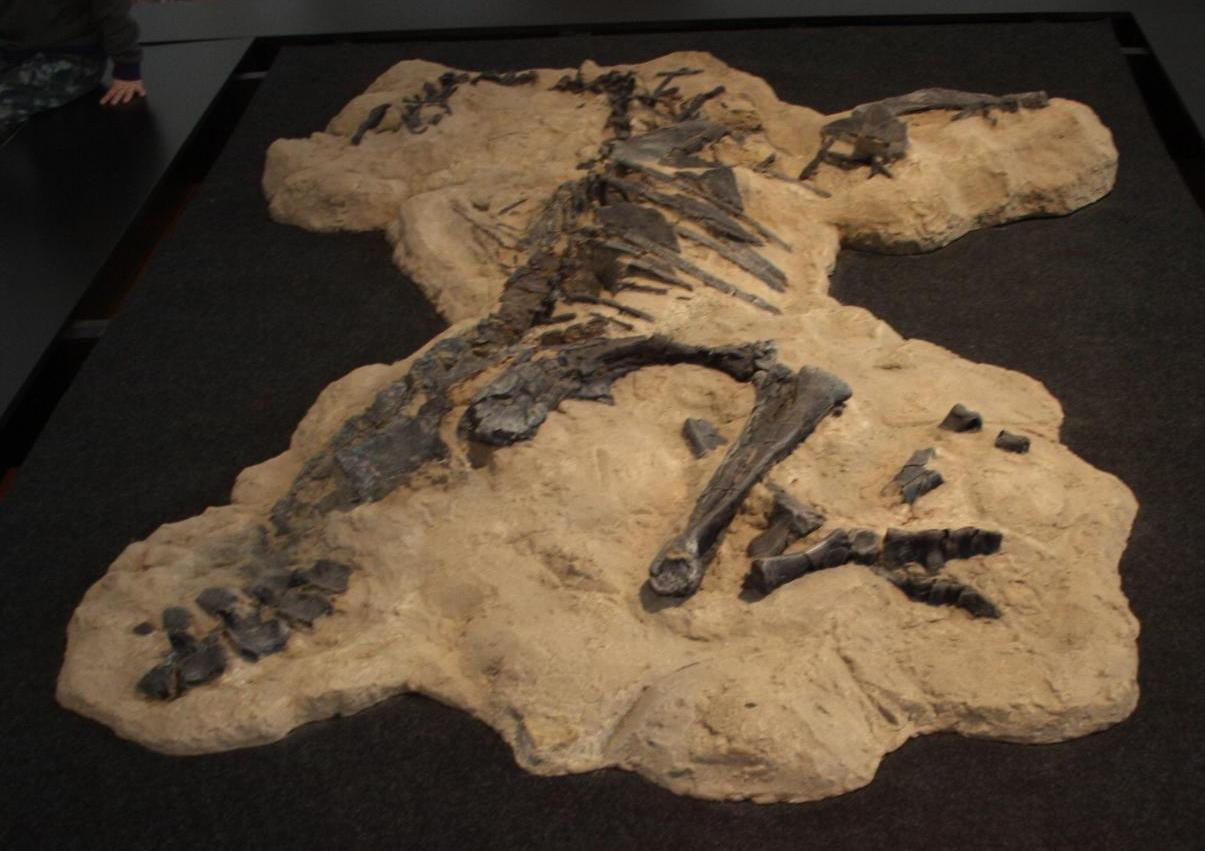
Vista alterna del holotipo, MPM-10001

Talenkauen es similar a Dryosaurus en forma y tamaño, pero posee un cuello extremadamente largo. El largo total del cuerpo se calcula en 4 metros y se cree que llegó a pesar 200 kilogramos.. Sin embargo, Gregory S. Paul dio una estimación más alta de 4,7 metros de largo y 300 kilogramas de masa corporal. A diferencia de los iguanodóntianos más derivados posee dientes en el espacio premaxilar donde estaría el pico y el primer dedo del pie. Los iguanodontianos posteriores no poseen estos dientes y solo tienen los tres dedos del medio. El húmero tiene pequeñas áreas de inserción muscular, como en otros ornitópodos sudamericanos como Notohypsilophodon y Anabisetia. Estas y otras características compartidas con los ornitópodos del hemisferio sur, hacen pensar que pertenecían a un grupo de distribución hemisférica, pero en su momento los autores advirtieron que esta interpretación no estaba completamente justificada. En 2015, los descriptores de Morrosaurus encontraron que de hecho ese clado sí existía.

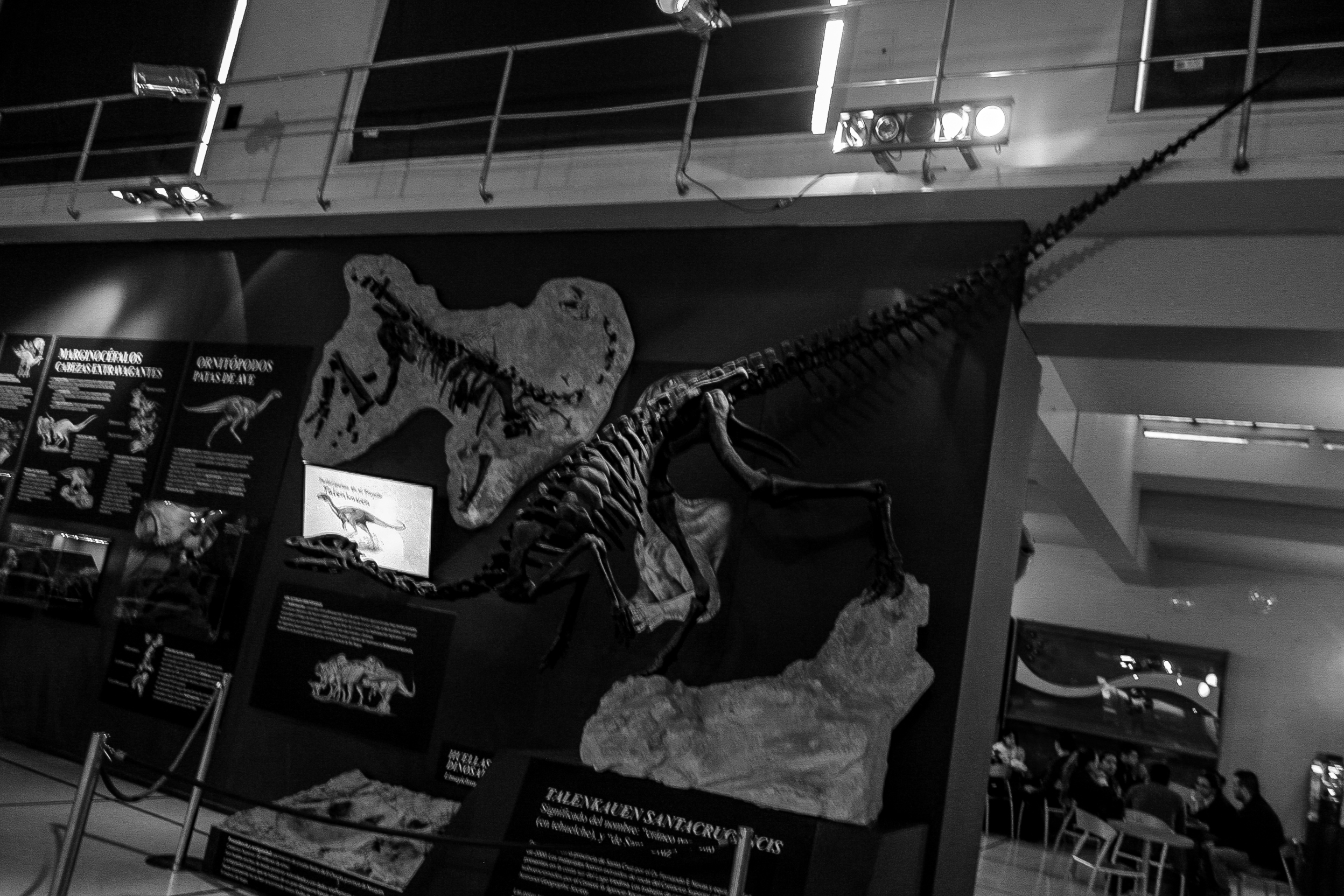
Esqueleto reconstruido

La característica más distintiva de Talenkauen son las placas lisas y ovales encontradas alrededor de la caja torácica. Estas placas medían alrededor de 18 milímetros de diámetro pero solo 3 de espesor, siendo muy delgadas. Estaban presentes en al menos las primeras 8 costillas a la altura de la porción media. Muchos otros ornitópodos poseía placas similares, entre ellos están Hypsilophodon, Othnielosaurus, Parksosaurus, Thescelosaurus, y Macrogryphosaurus también de Argentina, pero de rocas algo más antiguas, con el que estaba emparentado. Debido a la fragilidad de las placas, y al hecho que no se pueden encontrar siempre, pudieron ser más comunes de lo que se piensa. La placas pueden ser homólogas al proceso uncinado,  proyecciones óseas de las costillas que se encuentran en una variedad de animales distintos como la tuatara, cocodrilos, aves y algunos maniraptores. En las aves, los procesos uncinados ayudan a ventilar los pulmones, trabajando con los músculos de la jaula costal, así que Novas et al. proponen que las placas funcionaron en los mecanismos de respiración de Talenkauen. Las placas eran demasiado finas y limitadas en localización para haber sido muy útiles como dispositivos defensivos.

## Descubrimiento e investigación

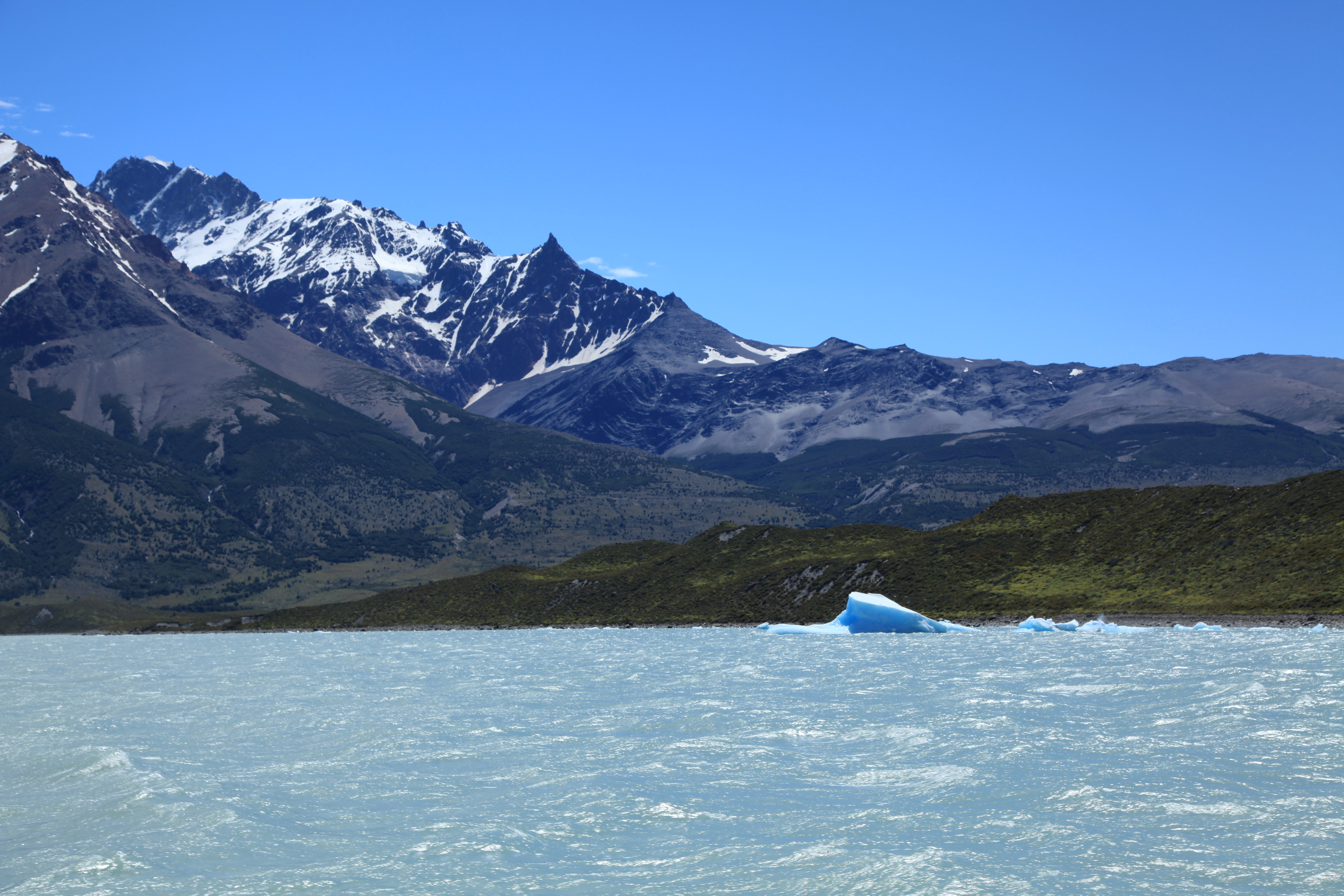
Lago Viedma, donde se encontró el único ejemplar conocido de Talenkauen.

Es uno entre una serie de descubrimientos de ornitópodos en América del Sur, siguiendo taxones como Gasparinisaura y Anabisetia, el espécimen que se convertiría en Talenkauen se recolectó en febrero de 2000 y luego sería descrito y nombrado en un breve artículo de 2004 por Fernando E. Novas y colegas. Fue descubierto en el Cerro Los Hornos en la costa del Lago Viedma, en la Provincia de Santa Cruz región de Argentina. Geológicamente, proviene de la Formación Cerro Fortaleza. Originalmente se informó que Talenkauen pertenecía a la Formación Pari Aike y luego se informó que pertenecía a la Formación Mata Amarilla. Los estudios geológicos encontraron que se estaban usando varios nombres para las mismas capas de roca y recomendaron el uso del nombre Formación Cerro Fortaleza sobre los dos primeros, ya que estaban asociados con fechas incorrectas o también se usaban para otras unidades. El espécimen holotipo es MPM-10001A, un esqueleto relativamente completo y articulado. El nombre Talenkauen se deriva de las palabras del idioma aonikenk Talenk, que significa pequeño, y kauen, que significa cráneo, por lo que se traduce como "craneo pequeño". El nombre específico T. santacrucensis se refiere a la provincia de Argentina donde se encontró. Siguiendo a ladescripción preliminar, el taxón fue descrito más detalladamente en una tesis doctoral inédita de Andrea V. Cambiaso en 2007. En 2020 se publicó una descripción extensa de Sebastián Rozadilla y colegas.
Se ha reconocido que, anidado entre la matriz de roca del espécimen holotipo, hay una colección de minúsculos fragmentos de huesos y dientes. Identificable como los dientes de algún grado de ornitópodo, y asociado con el espécimen adulto, se considera que es un espécimen de bebé recién nacido de Talenkauen. Se describió en un artículo de 2013, que separó el número de muestra MPM-10001 en MPM-10001A, para la muestra adulta, y MPM-10001B, para el recién nacido. El espécimen es uno de los pocos especímenes de ornitópodos embrionarios o recién nacidos y fue el primero descubierto en el hemisferio sur. El desgaste de las diminutas coronas dentales de 1,7 milímetros de ancho indica que el individuo se había alimentado, lo que significa que no era un embrión y había nacido solo recientemente antes de morir. Se señaló como posible que el adulto haya estado practicando el cuidado parental debido a que los individuos se encontraron juntos, pero que se necesitarían pruebas más concretas para hacer tal afirmación con confianza.

## Clasificación
A través de los análisis cladísticos, colocaron al nuevo género en un grupo más basal que Dryosaurus y Anabisetia, pero más derivado que Tenontosaurus y Gasparinisaura. Más recientemente, quienes describieran a Macrogryphosaurus encontraron que este género y Talenkauen estaban relacionados, y acuñaron el clado Elasmaria para contenerlos. En 2015, se determinó que varios otros ornitópodos patagónicos y antárticos también estaban dentro de este grupo.

### Filogenia
El cladograma presentado a continuación resulta del análisis de Rozadilla et al., 2019, mostrando que todos los miembros de Elasmaria forman una politomía.
| Elasmaria | \| \| Fulgurotherium \| \| \| \| \| \| Trinisaura \| \| \| \| \| \| Gasparinisaura \| \| \| \| \| \| Qantassaurus \| \| \| \| \| \| Notohypsilophodon \| \| \| \| \| \| Morrosaurus \| \| \| \| \| \| Kangnasaurus \| \| \| \| \| \| Anabisetia \| \| \| \| \| \| Atlascopcosaurus \| \| \| \| \| \| Macrogryphosaurus \| \| \| \| \| \| Talenkauen \| \| \| \| |
|           | \| \| Fulgurotherium \| \| \| \| \| \| Trinisaura \| \| \| \| \| \| Gasparinisaura \| \| \| \| \| \| Qantassaurus \| \| \| \| \| \| Notohypsilophodon \| \| \| \| \| \| Morrosaurus \| \| \| \| \| \| Kangnasaurus \| \| \| \| \| \| Anabisetia \| \| \| \| \| \| Atlascopcosaurus \| \| \| \| \| \| Macrogryphosaurus \| \| \| \| \| \| Talenkauen \| \| \| \| |
|           | Dryomorpha |
|           | |
|           | Fulgurotherium |
|           | |
|           | Trinisaura |
|           | |
|           | Gasparinisaura |
|           | |
|           | Qantassaurus |
|           | |
|           | Notohypsilophodon |
|           | |
|           | Morrosaurus |
|           | |
|           | Kangnasaurus |
|           | |
|           | Anabisetia |
|           | |
|           | Atlascopcosaurus |
|           | |
|           | Macrogryphosaurus |
|           | |
|           | Talenkauen |
|           | |

|  | Fulgurotherium    |
|  |                   |
|  | Trinisaura        |
|  |                   |
|  | Gasparinisaura    |
|  |                   |
|  | Qantassaurus      |
|  |                   |
|  | Notohypsilophodon |
|  |                   |
|  | Morrosaurus       |
|  |                   |
|  | Kangnasaurus      |
|  |                   |
|  | Anabisetia        |
|  |                   |
|  | Atlascopcosaurus  |
|  |                   |
|  | Macrogryphosaurus |
|  |                   |
|  | Talenkauen        |
|  |                   |

| Elasmaria | \| \| Fulgurotherium \| \| \| \| \| \| Trinisaura \| \| \| \| \| \| Gasparinisaura \| \| \| \| \| \| Qantassaurus \| \| \| \| \| \| Notohypsilophodon \| \| \| \| \| \| Morrosaurus \| \| \| \| \| \| Kangnasaurus \| \| \| \| \| \| Anabisetia \| \| \| \| \| \| Atlascopcosaurus \| \| \| \| \| \| Macrogryphosaurus \| \| \| \| \| \| Talenkauen \| \| \| \| |
|           | \| \| Fulgurotherium \| \| \| \| \| \| Trinisaura \| \| \| \| \| \| Gasparinisaura \| \| \| \| \| \| Qantassaurus \| \| \| \| \| \| Notohypsilophodon \| \| \| \| \| \| Morrosaurus \| \| \| \| \| \| Kangnasaurus \| \| \| \| \| \| Anabisetia \| \| \| \| \| \| Atlascopcosaurus \| \| \| \| \| \| Macrogryphosaurus \| \| \| \| \| \| Talenkauen \| \| \| \| |
|           | Dryomorpha |
|           | |
|           | Fulgurotherium |
|           | |
|           | Trinisaura |
|           | |
|           | Gasparinisaura |
|           | |
|           | Qantassaurus |
|           | |
|           | Notohypsilophodon |
|           | |
|           | Morrosaurus |
|           | |
|           | Kangnasaurus |
|           | |
|           | Anabisetia |
|           | |
|           | Atlascopcosaurus |
|           | |
|           | Macrogryphosaurus |
|           | |
|           | Talenkauen |
|           | |

|  | Fulgurotherium    |
|  |                   |
|  | Trinisaura        |
|  |                   |
|  | Gasparinisaura    |
|  |                   |
|  | Qantassaurus      |
|  |                   |
|  | Notohypsilophodon |
|  |                   |
|  | Morrosaurus       |
|  |                   |
|  | Kangnasaurus      |
|  |                   |
|  | Anabisetia        |
|  |                   |
|  | Atlascopcosaurus  |
|  |                   |
|  | Macrogryphosaurus |
|  |                   |
|  | Talenkauen        |
|  |                   |